# Roger Gobeth
Roger Gobeth (São Paulo, 7 de abril de 1973) é um ator brasileiro. Na televisão, ficou conhecido pelos personagens Touro na sexta temporada de Malhação, Frederico Fritzwalden em Floribella e Guilherme em Chamas da Vida.

## Vida pessoal
O ator tem ascendência suíça, da parte francófona do país. É bacharel em arquitetura pela Universidade de São Paulo, mas nunca chegou a exercer a profissão, pois optou por seguir carreira artística, e estudar teatro. Já namorou as atrizes Samara Felippo (2000) e Juliana Silveira (2005–09). Casado há nove anos com a produtora Samantha Santos, Roger ainda não tem filhos e vê o crescimento da família como algo a ser pensado.

## Filmografia

### Cinema
| Ano  | Título                      | Personagem     |
| ---- | --------------------------- | -------------- |
| 2011 | VIPs                        | Renato Jacques |
| 2015 | Viscerais                   | Aldo           |
| 2016 | Os Dez Mandamentos: O Filme | Anrão          |

### Televisão
| Ano     | Título                       | Personagem                    | Notas                                 |
| ------- | ---------------------------- | ----------------------------- | ------------------------------------- |
| 1999–01 | Malhação                     | Alfredo Fernandes (Touro)     | Temporadas 6–8                        |
| 2002    | O Quinto dos Infernos        | Plácido                       |                                       |
| 2002    | Coração de Estudante         | Zeca Estrela                  | Episódios: "12 de junho–31 de agosto" |
| 2003    | Kubanacan                    | Jesus Lima                    |                                       |
| 2004    | Da Cor do Pecado             | Beto                          | Episódio: "25–27 de agosto"           |
| 2005    | Floribella                   | Frederico Fritzwalden         | Temporada 1                           |
| 2006    | Vidas Opostas                | Félix Teixeira                |                                       |
| 2008    | Chamas da Vida               | Guilherme Bueno Pimenta (Gui) |                                       |
| 2012    | Rei Davi                     | Amnon                         |                                       |
| 2012    | Balacobaco                   | Danilo Godoy                  |                                       |
| 2013    | Casamento Blindado           | Alan                          | Especial de fim de ano                |
| 2014    | Fred e Lucy                  | Tony Garcia                   | Episódio: "Amnésia"                   |
| 2014    | Milagres de Jesus            | Hadad                         | Episódio: "O Surdo de Decapólis"      |
| 2015    | Os Dez Mandamentos           | Anrão                         | Episódio: "23–25 de maio"             |
| 2016    | Escrava Mãe                  | Guilherme Gomes do Amaral     |                                       |
| 2017    | Sem Volta                    | Alejandro Solis               |                                       |
| 2017    | O Rico e Lázaro              | Absalom Mayan                 |                                       |
| 2019    | Malhação: Toda Forma de Amar | Capitão Peixoto               | Temporada 27                          |
| 2021    | Sob Pressão                  | Guilherme                     | Episódio: "19 de agosto"              |
| 2022-23 | Reis                         | Urias                         | Fase: A Ingratidão                    |

## Teatro
| Ano  | Título                        |
| ---- | ----------------------------- |
| 2005 | Inês de Castro - Rainha Morta |
| 2010 | Perdoa-me por me Traíres      |
| 2013 | Répétition                    |